# Caenis kopetdagi
Caenis kopetdagi is een haft uit de familie Caenidae. De wetenschappelijke naam van de soort is voor het eerst geldig gepubliceerd in 1985 door Kluge.
De soort komt voor in het Palearctisch gebied.